# Crónica de los pobres amantes
Cronache di poveri amanti (conocida como Crónica de los pobres amantes en España) es una película dramática italiana de 1954 dirigida por Carlo Lizzani, basada en la novela de Vasco Pratolini, del mismo título, publicada en 1947.

## Argumento
Florencia, primavera de 1925. El joven tipógrafo Mario se traslada al barrio de Santa Croce, en Via del Corno, para estar más cerca de su amada Bianca, lugar en donde compartirá el acontecer cotidiano de los habitantes de ese pequeño mundo popular en los años oscuros del ascenso del fascismo.
Su patrón es el herrador Corrado, a quien llaman Maciste, conocido antifascista que había pertenecido antes a los Arditi del Popolo, como su amigo Ugo, un vendedor ambulante de frutas y entretenimiento. La pequeña calle también alberga a un par de fascistas convencidos: el contador Carlino Bencini, legionario de Rijeka y empleado de seguros; y su colega, amigo y compañero de cuarto Osvaldo. Entre los demás vecinos, el zapatero Staderini; Ristori, dueña del pequeño hotel que alberga a algunas prostitutas, entre ellas Elisa, la amante de Nanni «el amonestado»; Clara, amiga de Bianca y constantemente atormentada por su novio porque accede a casarse con él; Alfredo Campolmi, dueño de la tienda de comestibles y recién esposo de Milena.
La «Signora», una maitresse, inmóvil en la cama pero constantemente informada de lo que sucede en la calle gracias a la pequeña sirvienta Gesuina, establece una tupida red de relaciones y hace depender a todos de ella a través de los préstamos que otorga.
La tranquila convivencia en Via del Corno se rompe dramáticamente cuando Alfredo, recién casado y empeñado en hacer prosperar su negocio, se niega a pagar la cotización a la sección local del Partido Fascista y sufre una brutal paliza, que lo deja tan profundamente marcado físicamente que tiene que ingresar en el hospital y renunciar a la tienda de comestibles.

## Reparto
- Anna Maria Ferrero como Gesuina.
- Cosetta Greco como Elisa.
- Antonella Lualdi como Milena Campolmi.
- Marcello Mastroianni como Ugo.
- Bruno Berellini como Carlino Bencini.
- Irene Cefaro como Clara.
- Adolfo Consolini como Maciste.
- Giuliano Montaldo como Alfredo Campolmi.
- Gabriele Tinti como Mario Parigi.
- Eva Vanicek como Bianca Quagliotti.
- Wanda Capodaglio como La Signora.
- Mimmo Maggio
- Andrea Petricca
- Garibaldo Lucii como Staderini.
- Mario Piloni como Osvaldo.
- Ada Colangeli como Miss Fidalma.
- Giuseppe Angelini

## Producción
En 1950, la censura italiana abortó un primer proyecto de adaptación cinematográfica que iba a realizar Luchino Visconti. Carlo Lizzani sorteó la oposición de las grandes productoras recurriendo a una cooperativa de espectadores y poniendo en escena «una novela coral donde las historias y los dramas de la Via del Corno se enredan, aleatoriamente, en el día a día. El fascismo se afianza, primero astutamente, luego abiertamente. En la noche del 4 de octubre de 1925, los escuadrones se volvieron locos, rastrillaron Florencia, arrestaron y asesinaron. La libertad se muere en este San Bartolomé de opositores».

## Distinciones
Compitió por el Gran Premio en el Festival Internacional de Cine de Cannes de 1954.